# روبر ساباتیه
روبر ساباتیه (به فرانسوی: Robert Sabatier) شاعر و رمان‌نویس قرن بیستم میلادی اهل فرانسه بود.

## زندگینامه
روبر ساباتیه که ۱۷ اوت سال ۱۹۲۳ در پاریس به دنیا آمده بود،
این نویسنده که برای نوشتن «کبریت
سوئدی» در سال ۱۹۶۹ به شهرت رسید، از سال ۱۹۷۱ از اعضای گروه داوری جایزه معتبر گنکور مهمترین جایزه ادبی فرانسه بود. وی از گروه داوری جایزه مالارمه هم بود.
رمان مشهور او که بر مبنای خاطرات کودکی خودش نوشته شد، در سه جلد به نوعی بیانگر تاریخ فرانسه است. او که عاشق شعر بود، در دهه ۷۰ قرن بیستم، تاریخ شعر فرانسه را در ۹ جلد منتشر کرد و علاوه بر این کتاب‌های متعددی در زمینه شعر نوشت.
مراسم خاک سپاری این نویسنده برجسته امروز دوشنبه در کلیسا سن ژرمان دو پاری برگزار می‌شود. فرانسوا اولاند رییس جمهور فرانسه با ابراز تسلیت به خانواده او گفت : او نویسنده‌ای بود که ادبیات مردمی را در قرن بیستم شکل داد.
ساباتیه تعداد زیادی رمان، مجموعه مقاله و کتاب کلمات قصار و شعر دارد. «رمان اولیویه» که درباره بزرگ شدن در خیابان‌های بخش فقیرنشین پاریس در دهه ۳۰ قرن بیستم است، از مهمترین کتاب‌های اوست که با الهام از زندگی خودش شکل گرفته‌است. یک عنوان از این مجموعه سه جلدی با عنوان «رویارویی امن» در قالب یک مجموعه تلویزیونی در تلویزیون فرانسه به نمایش درآمد. او کتاب‌های دیگری هم دارد که با الهام از زندگی خودش نوشته که «اولیویه ۱۹۴۰» از جمله آن هاست. آخرین کتاب او با عنوان «شیپورهای جنگاوران» در سال ۲۰۰۷ منتشر شد.
در روز ۲۸ ژوئن ۲۰۱۲ در بیمارستان آمبروز بولونی در سن ۸۸ سالگی درگذشت.

## رمان‌ها
- Alain et le nègre (Éditions Albin Michel, ۱۹۵۳)
- Le marchand de sable (۱۹۵۴)
- Le goût de la cendre
- Boulevard
- Canard au sang
- La sainte farce
- La mort du figuier (Prix Richelieu ۱۹۶۳)
- Dessin sur un trottoir
- Le chinois d'Afrique
- Les années secrètes de la vie d'un homme (۱۹۸۴)
- Les enfants de l'été (۱۹۷۸)
- La Souris verte (۱۹۹۰)
- Le Cygne noir (۱۹۹۵)
- Le Lit de la Merveille (۱۹۹۷)
- Le Sourire aux lèvres (۲۰۰۰)
- Le Cordonnier de la rue triste (۲۰۰۹)
- Le roman d'Olivier:
  - Les Allumettes suédoises, Éditions Albin Michel, Paris (۱۹۶۹)
  - Trois sucettes à la menthe, Éditions Albin Michel, Paris (۱۹۷۲)
  - Les Noisettes sauvages (۱۹۷۴)
  - Les Fillettes chantantes (۱۹۸۰)
  - David et Olivier (۱۹۸۶)
  - Olivier et ses amis (۱۹۹۳)
  - Olivier ۱۹۴۰ (۲۰۰۳)
  - Les Trompettes guerrières (۲۰۰۷)